# Basis (Stereofotografie)
Die Basis beschreibt in der Stereofotografie den Abstand zwischen zwei Kamera-Objektiven.
Der Begriff bezieht nicht nur den Abstand zwischen zwei Objektiven einer Stereokamera ein, sondern auch den Abstand zwischen den Objektiven zweier Kameras oder zwischen dem Objektiv einer Einzelkamera bei zeitversetzten Teilbildaufnahmen.

## Basis entspricht dem Augenabstand
Im Falle einer natürlichen Raumwirkung in Stereogrammen beträgt die Basis – wie der durchschnittliche Augenabstand – ungefähr 6,5 cm. Bei einer Basis in dieser Größenordnung zeigen sich Objekte dem Betrachter in ihrer Originalgröße, allerdings ist ein Raumeffekt in großen Entfernungen nicht mehr wahrnehmbar.

## Liliputismus
Wählt der Stereograph die Basis größer als den Augenabstand, erscheint das Motiv einerseits verkleinert, andererseits sind auch räumliche Wahrnehmungen in großen Entfernungen möglich. Für die Aufnahme weiter Landschaften sind Basen bis 20 m und mehr (abhängig von der verwendeten Brennweite und des Nahpunktes) keine Seltenheit. Der Verkleinerung verdankt dieser Effekt auch die Bezeichnung Liliputismus.

## Gigantismus
Eine kleine Basis (2 cm-4 cm) ergibt bei Nahaufnahmen Sinn, da sie das Motiv vergrößert (Gigantismus) und zudem das Verhältnis zwischen Objektentfernung und Basis – und damit die Deviation – normalisiert und die Betrachtung erleichtert.

## Berechnung der optimalen Basis
Die Basis, oder geometrische Verhältnisse im Allgemeinen, für Stereogramme lässt sich mit folgender Formel berechnen:
{\displaystyle {\frac {D\cdot a_{n}\cdot a_{f}}{f\cdot \left(a_{f}-a_{n}\right)}}}
- {\displaystyle D} – maximale Deviation
- {\displaystyle a_{n}} – Entfernung des naheliegendsten Punktes
- {\displaystyle a_{f}} – Entfernung des fernstliegenden Punktes
- {\displaystyle f} – Brennweite beider Objektive

Liegt der entfernte Punkt, wie zum Beispiel bei der Fotografie von Landschaften, im Unendlichen, so ergibt sich:
{\displaystyle \lim _{a_{f}\to \infty }{\frac {D\cdot a_{n}\cdot a_{f}}{f\cdot \left(a_{f}-a_{n}\right)}}={\frac {D\cdot a_{n}}{f}}}